# 大井町線
大井町線（日语：／ Ōimachi sen */?）是日本東急電鐵（東急）營運的鐵路線，連接東京都品川區大井町站與神奈川縣川崎市高津區溝之口站。大井町線的路線圖與車站編號使用的路線顏色為橙色，路線記號為OM。

## 路線資料
- 路線距離：大井町－二子玉川 10.4公里（包括田園都市線路段則為12.4公里）
- 軌距：1067毫米
- 站數：15個（包括起終點站。若包括溝之口站則為16個）
- 複線路段：全線
- 電氣化路段：全線（直流1500V）
- 閉塞方式：車內信號閉塞式（ATC-P）
- 最高速度：急行、各站停車均為95公里/小時

## 改善工程

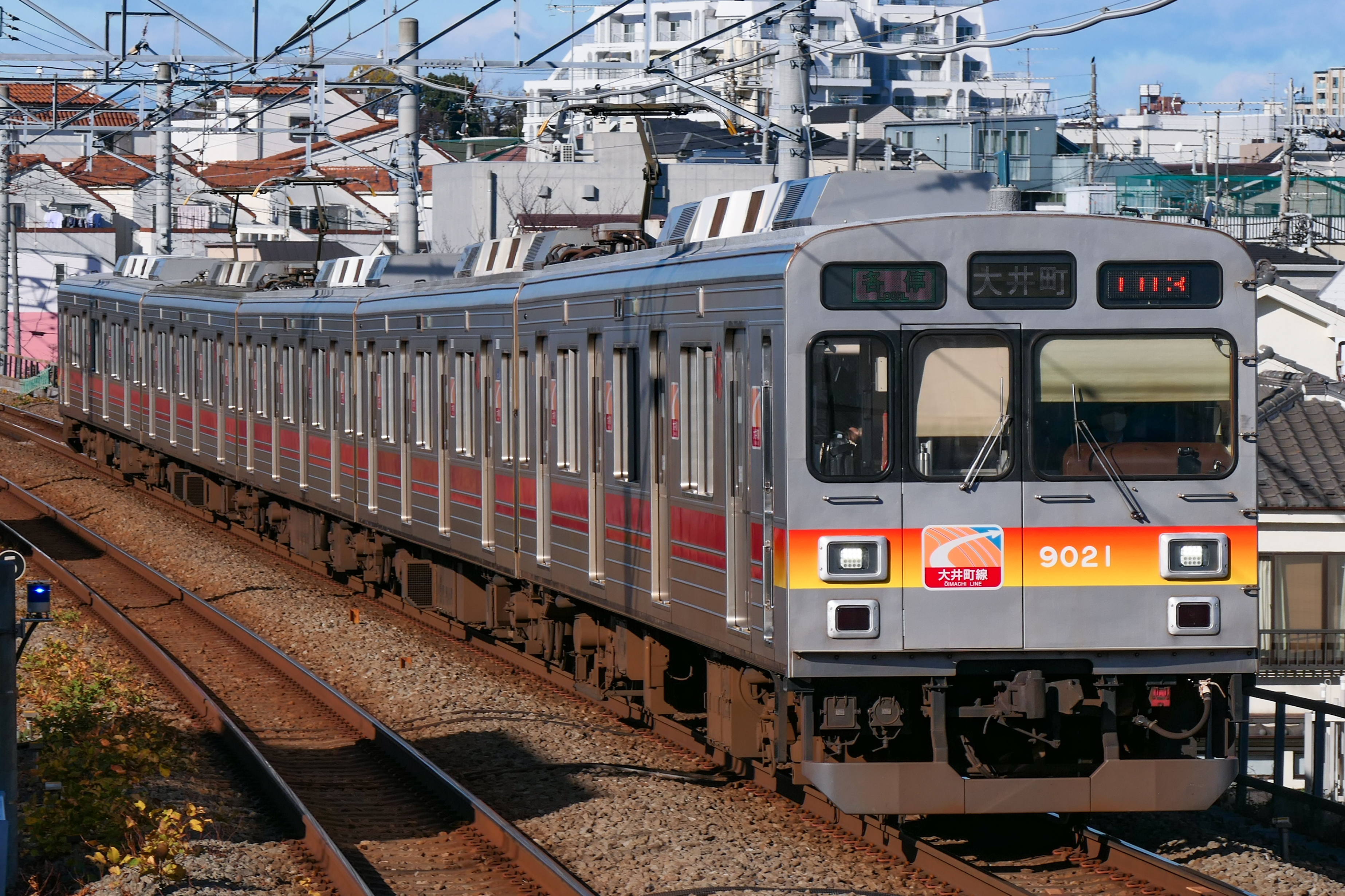
駛進綠丘站的9020系電車(原東急2000系)

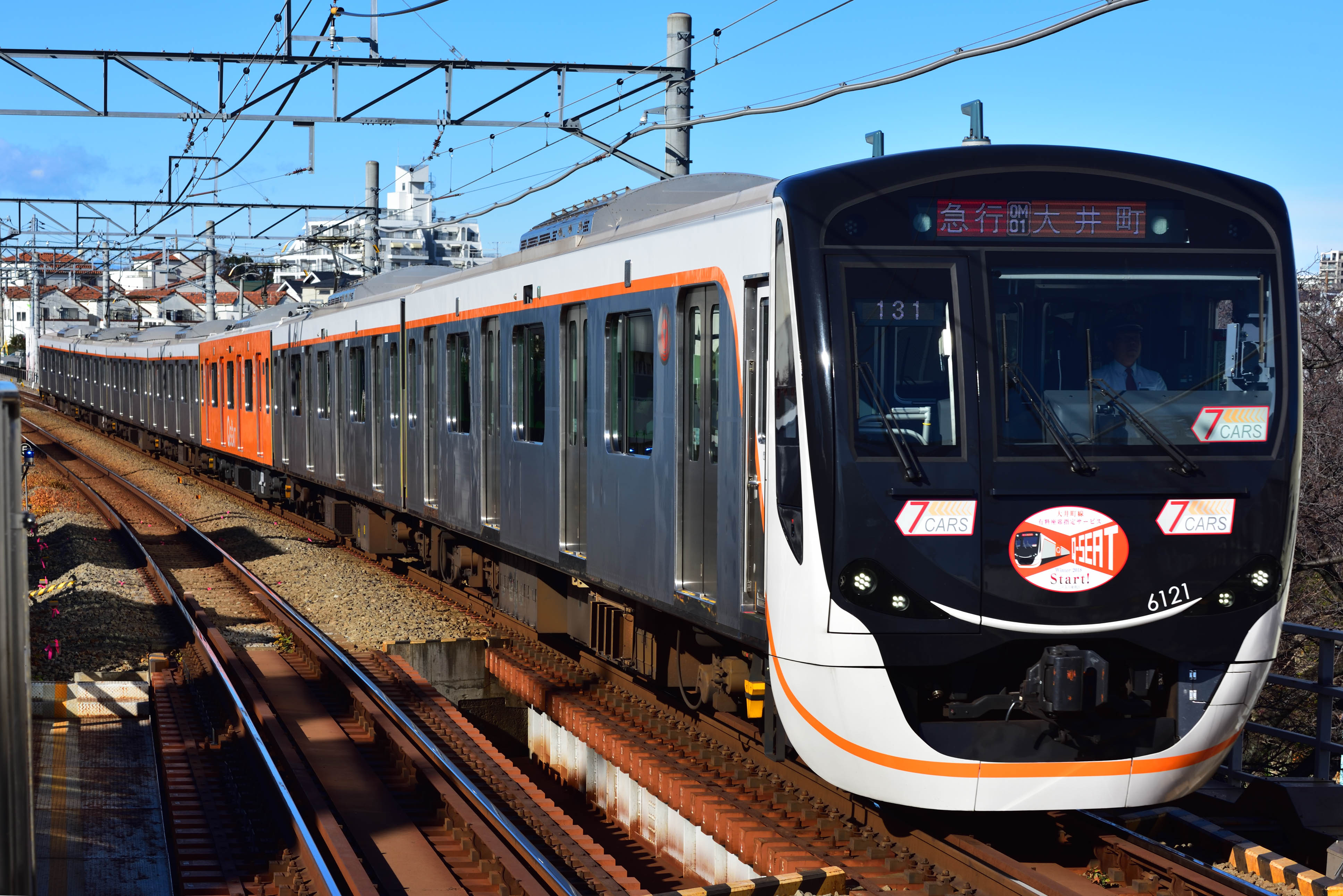
駛進綠丘站的6020系電聯車(2018年12月)

大井町線在1993年以後進行大規模改善工程。這是為了使大井町線具有田園都市線的分流機能，並且緩和該線的擁擠狀況。
東急大井町線改善、田園都市線複複線化（二子玉川 - 溝之口間）進行了下列工程。除等等力站以外其他皆已完工。
大井町站
為了拓寬月台與確保20公尺級7輛編組的列車可停靠，實施港灣式2面2線更新成港灣式1面2線的工程。
旗之台站
實施車站設施改善工程，並增加股道從岸式2面2線改成島式2面4線，成為可緩急連接的構造。另外延長月台，確保20公尺級7輛編組列車可停靠。
自由丘站
實施車站設施改善工程並延長月台，確保20公尺級7輛編組列車可停靠。
等等力站
計畫從現在的地上島式1面2線變成島式1面4線的地下站構造，外側兩線設置為急行通過線。但因為後述的反對運動遲遲無法動工。為此在該站附近進行地質調査。
上野毛站
上行（往大井町方向）增設急行通過線，配線變成島式1面3線構造。另外還新建了車站本體並改善既有設施。
二子玉川站
替換大井町線與田園都市線位置的工程。
田園都市線二子玉川站 - 溝之口站
因應大井町線延伸而興建的工程。溝之口站從岸式2面2線變成上行島式1面2線、下行岸式1面1線總計2面3線的構造之後，又隨著大井町線延伸變成島式2面4線。
梶谷站（田園都市線）
因應改善工程完成後大井町線車輛數目增加，新建該線用的梶谷車庫（4線）。
另外，隨著急行運轉開始造成列車運轉間隔的縮短，為促進安全於2008年2月23日起保安設備由自動列車停止裝置 (ATS) 更新為自動列車控制装置 (ATC-P) 。

### 經過
以緩和田園都市擁擠為目的的特定都市鉄道整備事業計画於1995年得到核准，以「大井町線大岡山 - 二子玉川園（当時）間改良工事暨田園都市線二子玉川園 - 溝之口間複複線化工程」名義施工。
當初工程內所列的大井町線内改善路段僅從大岡山到二子玉川，急行運轉也只在同路段運行。此外，急行待避設備與通過線上下行分開設置，上行設於等等力站（往大井町方向）、下行設於尾山台站（往溝之口方向），同時計畫將兩站地下化。
但是2000年計画遭到變更，改善工程追加大井町 - 大岡山間，如此一來大井町線改良工程的範圍擴及到全線。同時間前項提及的急行通過線改成集中設置於等等力站。
依據東急電鐵網站所示，急行運轉原本預計在2004年開始，但因為徵收用地遇到困難而延至2007年。2008年3月28日起開始大井町線内的急行運轉，而延伸至溝之口則於2009年6月發表，但實際上在7月11日才開始。

### 完成後
工程完成後，大井町線延伸至溝之口站為止。
二子玉川 - 溝之口間為四線路段，外側2線為田園都市線，内側2線則為大井町線。然而途中的二子新地與高津兩站只在外側的田園都市線設有月台。因此，兩站被視為是田園都市線的車站，而非大井町線的車站。
前述的各站停車列車分為兩系統。二子玉川 - 溝之口間行駛大井町線並通過高津、二子新地兩站的各站停車，其種別色為綠色；二子玉川 - 溝之口間行駛田園都市線但停靠高津、二子新地兩站停車的各站停車，其種別色則是藍色。

## 車站列表
- ■各站停車停靠所有車站，因此省略。
- 一併記載田園都市線四線化工程路段。

範例
- 停車站 … ●：停車、｜：通過。

| 正式路線名 | 車站編號 | 中文站名 | 日文站名 | 英文站名 | 站間距離 | 累計距離 | □各停 | 急行 | 接續路線、備註                                                                              | 所在地                 | 所在地                 |
| ---------- | -------- | -------- | -------- | -------- | -------- | -------- | ----- | ---- | ------------------------------------------------------------------------------------------- | ---------------------- | ---------------------- |
| 大井町線   | OM01     | 大井町   |          |          | -        | 0.0      | ●     | ●    | 東日本旅客鐵道： 京濱東北線（JK19） 東京臨海高速鐵道： 臨海線（R07）                        | 東京都                 | 品川區                 |
| 大井町線   | OM02     | 下神明   |          |          | 0.8      | 0.8      | ●     | ｜   |                                                                                             | 東京都                 | 品川區                 |
| 大井町線   | OM03     | 戶越公園 |          |          | 0.7      | 1.5      | ●     | ｜   |                                                                                             | 東京都                 | 品川區                 |
| 大井町線   | OM04     | 中延     |          |          | 0.6      | 2.1      | ●     | ｜   | 都營地下鐵： 淺草線（A-03）                                                                 | 東京都                 | 品川區                 |
| 大井町線   | OM05     | 荏原町   |          |          | 0.6      | 2.7      | ●     | ｜   |                                                                                             | 東京都                 | 品川區                 |
| 大井町線   | OM06     | 旗之台   |          |          | 0.5      | 3.2      | ●     | ●    | 東急電鐵： 池上線（IK05） 可待避                                                            | 東京都                 | 品川區                 |
| 大井町線   | OM07     | 北千束   |          |          | 0.8      | 4.0      | ●     | ｜   |                                                                                             | 東京都                 | 大田區                 |
| 大井町線   | OM08     | 大岡山   |          |          | 0.8      | 4.8      | ●     | ●    | 東急電鐵： 目黑線（MG06）                                                                   | 東京都                 | 大田區                 |
| 大井町線   | OM09     | 綠丘     |          |          | 0.5      | 5.3      | ●     | ｜   |                                                                                             | 東京都                 | 目黑區                 |
| 大井町線   | OM10     | 自由丘   |          |          | 1.0      | 6.3      | ●     | ●    | 東急電鐵： 東橫線（TY07）                                                                   | 東京都                 | 目黑區                 |
| 大井町線   | OM11     | 九品佛   |          |          | 0.8      | 7.1      | ●     | ｜   | 近二子玉川站一端有1節列車不開門                                                             | 東京都                 | 世田谷區               |
| 大井町線   | OM12     | 尾山台   |          |          | 0.7      | 7.8      | ●     | ｜   |                                                                                             | 東京都                 | 世田谷區               |
| 大井町線   | OM13     | 等等力   |          |          | 0.5      | 8.3      | ●     | ｜   |                                                                                             | 東京都                 | 世田谷區               |
| 大井町線   | OM14     | 上野毛   |          |          | 0.9      | 9.2      | ●     | ｜   | 只限上行通過可待避                                                                          | 東京都                 | 世田谷區               |
| 大井町線   | OM15     | 二子玉川 |          |          | 1.2      | 10.4     | ●     | ●    | 東急電鐵： 田園都市線（DT07）（澀谷方向）                                                   | 東京都                 | 世田谷區               |
| 田園都市線 | DT08     | 二子新地 |          |          | 0.7      | 11.1     | ｜    | ｜   | 東急電鐵： 田園都市線（DT08）                                                               | 神奈川縣 川崎市 高津區 | 神奈川縣 川崎市 高津區 |
| 田園都市線 | DT09     | 高津     |          |          | 0.6      | 11.7     | ｜    | ｜   | 東急電鐵： 田園都市線（DT09）                                                               | 神奈川縣 川崎市 高津區 | 神奈川縣 川崎市 高津區 |
| 田園都市線 | OM16     | 溝之口   |          |          | 0.7      | 12.4     | ●     | ●    | 東急電鐵： 田園都市線（DT10）（直通至中央林間） 東日本旅客鐵道： 南武線（武藏溝之口：JN10） | 神奈川縣 川崎市 高津區 | 神奈川縣 川崎市 高津區 |

## 使用車輛
2025年2月28日，東急電鐵宣布將於該年度的夏季引入東急6020系電聯車進行運轉，並預計取代目前使用的東急9000系電聯車與東急9020系電聯車。

### 現行使用車輛
記載截至2013年為止用於營業運行的車輛。
- 9000系（日语：東急9000系電車） - 5節編組15列（75節）
- 6000系 - 6節編組6列（36節） 急行列車專用。
- 9020系

### 過去使用車輛
- 3000系（初代）（日语：東急3000系電車 (初代)）
  - 3450型（日语：東急デハ3450形電車）
  - 3500型（日语：東急デハ3450形電車#デハ3500形）
  - 3600系（日语：東急3600系電車）
  - 3700系（日语：東急3700系電車）
- 5000系（初代）（日语：東急5000系電車 (初代)）
- 5200系（日语：東急5200系電車）
- 6000系（初代）（日语：東急6000系電車 (初代)）
- 東急7000系電力動車組 (初代)\東急7000系電車 (初代)（日语：7000系（初代））
- 7200系（日语：東急7200系電車）
- 7600系（日语：東急7600系電車）
- 7700系（日语：東急7700系電車）
- 8000系（狹義）[12]
- 8090系（日语：東急8090系電車）
- 8590系（日语：東急8090系電車）
- 8500系（日语：東急8500系電車） - 5節編組4列（20節）

## 外部連結
- 東急電鐵（页面存档备份，存于）